# Никулино (Пудегский сельсовет)
Никулино — деревня в Вологодском районе Вологодской области на реке Пудега.
Входит в состав Старосельского сельского поселения (с 1 января 2006 года по 8 апреля 2009 года входила в Пудегское сельское поселение), с точки зрения административно-территориального деления — в Пудегский сельсовет.
Расстояние до районного центра Вологды по автодороге — 32 км.
По данным переписи в 2002 году постоянного населения не было.